# XTE J1739-285
XTE J1739-285 es una estrella de neutrones,  en la constelación de Ophiuchus (Ofíuco), situada aproximadamente a 39 000 años luz de la Tierra. Fue observada por primera vez el 19 de octubre de 1999 por el satélite de la NASA Rossi X-ray Timing Explorer.
Anteriormente se había afirmado que XTE J1739-285 fue el cuerpo celeste conocido que gira más rápido en el universo, con un período de 1122  Hz, aproximadamente 67 320 RPM. Sin embargo, un re-análisis de estos datos por otros astrónomos no ha sido capaz de reproducir este resultado.